# Gerrit Heye Gerritsz
Gerrit Heye Gerritsz († 1527 of 1528) was burgemeester en schout van de Noord-Nederlandse stad Gouda.

## Leven en werk
Heye was een lid van een Goudse regentenfamilie. Zelf zou hij de functie van burgemeester in de periode van 1502 tot 1522 zesmaal vervullen. Daarvoor was hij drie keer tot schepen verkozen. In 1508 was hij schout van Gouda. Van 1511 tot zijn overlijden in 1527 of 1528 was hij tevens ambachtsheer van Ravensberg en Sluipwijk.
Heye staat afgebeeld op een van de nieuwe gebrandschilderde glazen in de Grote of Sint-Janskerk in Gouda, dat door zijn erfgenamen aan deze kerk werd geschonken. Het betreft de voorstelling van de vraag van Johannes de Doper aan Jezus. Het glas is waarschijnlijk ontworpen door Dirk Crabeth en gemaakt door een van zijn medewerkers. Het glas kwam in 1556 gereed. Op de onderzijde staat Gerrit Heye Gerritsz als postume schenker van het glas samen met zijn vrouw Margriet Hendriksdr. aan de rechterzijde van het glas afgebeeld. Achter hem staan zijn zwager Frederik Adriaansz met diens dochter Gerborch.